# Арктическая бурозубка
Арктическая бурозубка (лат. Sorex arcticus) — вид млекопитающих. Бурозубка средних размеров, обитающая в Канаде и на севере США. Известно два подвида.

## Вопросы таксономии
Sorex maritimensis из канадских Нью-Брансуика и Новой Шотландии, ранее признававшаяся подвидом арктической бурозубки, теперь считается отдельным видом. Sorex tundrensis также ранее считалась подвидом Sorex arcticus.

## Описание
Длина тела 10—12 см, хвоста 4 см. Вес от 5 до 13 г. Имеют 32 зуба. Мех трехцветный и даже хвост окрашен в два цвета. Линяют дважды в год.
МСОП присвоил виду охранный статус LC.